# Edgardo Castello
Edgardo Stéfano Nazario Castello (Buenos Aires, 31 de diciembre de 1904 - Buenos Aires, 14 de julio de 1964) fue un abogado y político argentino, dirigente tanto de la Unión Cívica Radical (UCR) como de la Unión Cívica Radical Intransigente (UCRI). De actuación destacada en el Territorio Nacional del Río Negro, fue convencional constituyente durante la controvertida reforma de 1957 y se convirtió al año siguiente en el primer gobernador constitucional de la moderna provincia de Río Negro, ejerciendo el cargo desde el 1 de mayo de 1958 hasta su deposición por medio de la intervención federal decretada por el presidente de la Nación Arturo Frondizi el 19 de marzo de 1962, pocas semanas antes de finalizar su mandato.
Castello llegó al poder en el marco nacional de la proscripción del peronismo o justicialismo de la vida política argentina después del derrocamiento del gobierno constitucional de Juan Domingo Perón y su reemplazo por una dictadura militar autodenominada Revolución Libertadora. Fue elegido en elecciones parcialmente libres y justas, beneficiado por la prohibición al Partido Peronista de participar y por el pacto Perón-Frondizi por el cual Perón, desde el exilio, apoyó a la UCRI en las elecciones presidenciales de 1958 y, por extensión, a sus candidatos legislativos y gubernativos. Asimismo, le tocó asumir la gobernación con el contexto local de una profunda crisis de identidad sufrida por la nueva provincia, manifestada en una serie de enfrentamientos localistas políticos y sociales (situación conocida popularmente como «conflicto entre ciudades») entre las ciudades del Alto Valle rico y desarrollado, cuya principal urbe era General Roca, y la zona atlántica mayormente atrasada en el que se encontraba la sede de gobierno provincial, Viedma. La cuestión sobre la capitalidad de Viedma o el traslado de la sede de gobierno a General Roca llevaría a que la provincia no tuviera una capital institucionalizada hasta mucho después de la gobernación de Castello, en la década de 1970.
A pesar de estar radicado en Viedma desde muy joven, Castello sostuvo una postura en general neutra en el conflicto localista durante su mandato, y buscó mantener una actitud equitativa para progresivamente integrar a la provincia bajo una única «identidad rionegrina». Plegado al pensamiento desarrollista impulsado por Frondizi a nivel nacional, la gestión de Castello priorizó el gasto público y se centró en la realización de obras de infraestructura, adaptando el ideario nacional a la situación provincial destinando un lugar especial al desarrollo de la región atlántica mediante el Programa de Desarrollo Económico o PRO 5 (conocido posteriormente como «Plan Castello»). Destacó de su período gubernativo la construcción del puerto de San Antonio Este, la explotación de los yacimientos ferríferos de Sierra Grande, y la creación del Instituto de Desarrollo del Valle Inferior (IDEVI). Aunque la gobernación de Castello fue en gran medida elogiada, el hecho de haber sido elegido en elecciones restringidas minó su legitimidad. Enfrentó una fuerte oposición por parte de las élites altovallenses, representadas mayormente en un sector disidente de la UCRI y en la Unión Cívica Radical del Pueblo (UCRP), la otra facción de la dividida UCR, y por parte del sindicalismo peronista. En las elecciones provinciales de marzo de 1962, en las cuales se permitió al peronismo presentarse bajo otra denominación, se impuso por amplio margen el candidato justicialista Arturo Amadeo Llanos, mientras que el candidato oficialista Pablo Fermín Oreja se ubicó en segundo puesto. La semana siguiente, ante la victoria peronista, la provincia fue intervenida por el gobierno nacional, intervención que se hizo efectiva el 19 de marzo, 10 días antes del golpe de Estado que derrocaría a Frondizi y lo reemplazaría por el senador rionegrino José María Guido, antiguo socio jurídico de Castello.
Tras su deposición, Castello se mantuvo activo en la política partidaria provincial. Fue interventor de la UCRI de Río Negro y jugó un papel destacado en la campaña del partido en las elecciones provinciales con Francisco Muñoz (el interventor que lo sucedió), como candidato, resultando el partido derrotado ante el candidato radical del pueblo, el roquense Carlos Christian Nielsen. Falleció poco más de un año después de las elecciones, a la temprana edad de cincuenta y nueve años, víctima de un ataque cardíaco cuando viajaba a Buenos Aires para realizarse un chequeo médico. El aeropuerto de la ciudad de Viedma, inaugurado seis meses después de su muerte y construido en base a una iniciativa suya, lleva su nombre, lo mismo que varias calles en algunas localidades de la provincia.

## Primeros años
Castello nació el 31 de diciembre de 1904, en Capital Federal, hijo de Arturo Castello y Elvira Emma Contín. Su familia se trasladó a Viedma, capital del Territorio Nacional del Río Negro, cuando él era muy pequeño, creciendo y viviendo prácticamente toda su vida allí. Cursó sus estudios primarios en la Escuela N.º 1 de Viedma, y los secundarios en la Escuela Internacional de Olivos. Posteriormente se trasladó a La Plata para estudiar abogacía, recibiéndose en la Universidad Nacional de La Plata en 1929, a la edad de veinticuatro años. Después de esto se radicó definitivamente en Viedma para ejercer su profesión allí. Se casó con Amelia Entraigas y tuvo tres hijos, Edgardo, Susana y Arturo.

## Inicios en la política
Inició su militancia política en la Unión Cívica Radical (UCR), principal partido de la oposición al gobierno de Juan Domingo Perón, del Partido Peronista (PP). Castello compartía estudio jurídico con José María Guido, dirigente igualmente radical que más tarde asumiría la presidencia de la Nación Argentina tras la caída del gobierno de Frondizi, perteneciendo ambos al Movimiento de Intransigencia y Renovación (MIR). Castello ocuparía un lugar destacado en el radicalismo rionegrino, llegando a integrar la Convención Nacional del partido en representación del territorio a principios de la década de 1950. Como gran parte de la clase política rionegrina de la época, Castello estuvo entre los dirigentes que pujaron por la provincialización del territorio nacional, que con 134.350 habitantes de acuerdo con el censo argentino de 1947 superaba holgadamente los 60.000 requeridos para acceder a la categoría de provincia, superando incluso a La Rioja, que ya lo era.
Finalmente, se creó la provincia de Río Negro por medio de la Ley Nacional N.º 14.408, promulgada el 28 de junio de 1955, que estipulaba la provincialización de los territorios nacionales. El peronista Emilio Belenguer, que ya ocupaba la gobernación del territorio, fue nombrado comisionado federal de la nueva provincia hasta que se celebraran elecciones a convencionales para redactar una constitución provincial y pudieran celebrar elecciones provinciales bajo la misma. Sin embargo, tan solo tres meses después se produjo un golpe de Estado militar que derrocó al gobierno de Perón y lo reemplazó con una dictadura militar autodenominada Revolución Libertadora, encabezada primero por Eduardo Lonardi y luego por Pedro Eugenio Aramburu, como presidentes de facto. El régimen de Aramburu proscribió al peronismo y derogó por decreto la constitución argentina de 1949, para posteriormente convocar a elecciones de convencionales constituyentes en 1957, con el objetivo de restaurar la constitución de 1853.
El principal partido opositor antes del golpe, la Unión Cívica Radical (UCR), se dividió ante los comicios entre la Unión Cívica Radical del Pueblo, favorable a la proscripción y a la reforma constitucional, y la Unión Cívica Radical Intransigente, contraria a la misma y favorable a negociar con el peronismo. Castello integró esta última, y encabezó su lista para convencionales constituyentes por Río Negro obteniendo una estrecha victoria, que permitió que tanto él como Antonio Cincunegui ingresaran al cuerpo, seguidos por Mariano Roberto Viecens, de la UCRP. La convención en última instancia se disolvió el 25 de octubre después de la retirada de los convencionales contrarios a la reforma.
En paralelo con la reforma constitucional a nivel nacional, se realizaron comicios constituyentes en los distritos provincializados para que redactaran sus respectivas constituciones. Las elecciones se realizaron al mismo tiempo y en circunstancias iguales, dando en Río Negro una victoria a la UCRI con 9 de los 24 convencionales provinciales. La política rionegrina inmediatamente posterior al golpe de Estado se vio signada por el conflicto en torno a la capital de la nueva provincia, estando divididas las posiciones entre Viedma, hasta entonces sede administrativa, y General Roca, la principal urbe del Alto Valle. El sector de la UCRI que respondía a Castello y a José María Guido apoyaba fervientemente la capitalidad de Viedma, mientras que un sector encabezado por Justo Epifanio conocido como «Lista Verde» rechazó la propuesta. La UCRP, principal oponente de la UCRI, estaba dominada por las élites del Alto Valle y liderada por el exconcejal roquense José Enrique Gadano, que surgía como candidato natural del partido a la gobernación. Ante la imposibilidad de imponer a cualquiera de las dos ciudades como capital constitucional, así como las fricciones que la situación del país imponía por sí misma a Río Negro en el marco de la reforma, la constitución, aprobada el 10 de diciembre de 1957, no hacía mención alguna a la capital provincial y dejaba esto a disposición de una ley provincial. Viedma se mantendría como capital de facto hasta que fuera ratificada como tal por ley en octubre de 1973, y luego constitucionalmente en junio de 1988.

## Elecciones de 1958

Resultados por departamento de las elecciones provinciales de Río Negro de 1958. En naranja los departamentos en los que se impuso Castello, y en rojo los departamentos en los que triunfó José Enrique Gadano.

La disputa por el asunto de la capital provocó una dura lucha interna en la UCRI rionegrina por la candidatura a gobernador en las inminentes elecciones provinciales, convocadas para el 23 de febrero de 1958, con Epifanio y Castello como principales contendientes. Finalmente, la intervención del partido por parte de las autoridades nacionales condujo a que el candidato de la UCRI «oficial» fuera Castello, mientras que Epifanio fundó la UCRI de la Lista Verde y se postuló como candidato por separado. Para las elecciones presidenciales simultáneas la UCRI concurrió unida con una lista única de electores, a fin de evitar perjudicar al candidato presidencial Arturo Frondizi. Gadano fue candidato de la UCRP y Roberto de Rege fue candidato del Partido Demócrata Cristiano (PDC), surgiendo como los principales contendientes de la UCRI. En su campaña, Castello apoyó el "Plan Integral de Saneamiento del Alto Valle", comprendido por los siguientes puntos: la construcción de redes de agua potable y cloacas; la pavimentación de la Ruta Nacional 22; la instalación de un puerto en San Antonio Oeste; la mejora de la infraestructura turística, hotelera y vial en Bariloche; la construcción de poniclínicos regionales en General Roca, Viedma y Bariloche; y la construcción de más escuelas primarias. También propuso que la constitución provincial fuese sometida a una consulta popular para garantizar su legitimidad, considerando que la «proscripción de fuerzas políticas» volvía «inusual» la situación del país. La propuesta, que tenía como objetivo cotejar el voto del justicialismo proscripto, fue duramente rechazada por las principales formaciones antiperonistas.
Por su parte, Epifanio acusó a la dirigencia viedmense de Castello y Guido de haber «coptado fraudulentamente» el sello de la UCRI, y afirmó que la Lista Verde era el representante legítimo de la intransigencia en la provincia. Los demás partidos, en especial la UCRP, intentaron beneficiarse al máximo de la división de la UCRI, y se consideró durante la campaña que Castello estaba en desventaja por la fragmentación. Gadano prometió la reforma agraria, el aprovechamiento hidroeléctrico, y la explotación minera de los yacimientos de hierro presentes en Sierra Grande. La mayoría de los partidos políticos mostraron una escasa tendencia a debates ideológicos, ya que la disputa se mantenía en las líneas del conflicto localista. Del mismo modo, las formaciones política hicieron campaña centrándose en las regiones donde creían tener mayores posibilidades. Por ejemplo, la campaña de Castello realizó pocos actos en General Roca y evitó gastar demasiados recursos en el Alto Valle. Por su parte, Epifanio y Gadano restringieron su estrategia precisamente a dicha región, lo que en última instancia terminaría dividiendo el voto de las fuerzas favorables a la «causa roquense». Casi todas las formaciones políticas tenían una postura definida ante la disputa, con el Partido Socialista promoviendo que la capital se instalara en Choele Choel, que ya había mantenido la sede de gobierno entre 1899 y 1901.
Días antes de las elecciones, Juan Domingo Perón acordó un pacto con Arturo Frondizi y desde el exilio llamó a los peronistas a votar por la UCRI, otorgándole una amplia victoria con el 52,77% de los votos, imponiéndose en todas las provincias y arrastrando a la victoria a sus candidatos legislativos y provinciales. En Río Negro, Castello logró un triunfo sorpresivo y escueto con el 34,85% de los votos válidamente emitidos contra el 27,45% de Gadano, el 12,84% de De Rege, y solo el 11,87% de Epifanio, que se vio afectado por el buen desempeño que Gadano tuvo entre los votantes del Alto Valle. Aunque se considera que el pacto Perón-Frondizi fue el principal responsable de la victoria electoral de Castello, muchos peronistas rionegrinos se negaron a apoyarlo de todas formas (con un 23,81%, fue uno de los votos en blanco más altos de la jornada), y la división de la UCRI redujo notoriamente su margen de victoria. Sin embargo, el sistema de lista incompleta empleado en los comicios benefició a la UCRI oficial, que obtuvo mayoría absoluta con 12 de los 23 escaños, seguida por la UCRP con 9 y el PDC con 2. La Lista Verde de la UCRI fracasó en obtener escaños y ni siquiera pudo arrebatar a la UCRI oficial el segundo puesto en General Roca, con la excepción de la elección de concejales municipales. Pese al triunfo de la UCRP en el norte rionegrino, un radicalismo intransigente unido habría triunfado en toda la provincia, incluyendo el Alto Valle.

## Gobernación de Río Negro (1958-1962)

### Toma de posesión
Castello asumió como primer gobernador constitucional de la provincia de Río Negro el 1 de mayo de 1958. Prestó juramento en el Teatro Argentino de Viedma, que había sido comprado para funcionar como recinto de sesiones de la convención constituyente provincial, y que había sido adaptado levemente para funcionar, con posterioridad, como edificio de la naciente Legislatura Provincial, que inició sus funciones el mismo día. En su discurso inaugural ante la legislatura, Castello enfatizó la necesidad de poner fin a la disputa localista y de buscar un modelo de desarrollo para la totalidad de la provincia, tanto para las regiones que se encontraran «a la vanguardia» como aquellas que demostraran «un mayor atraso». Se comprometió a conducir un gobierno neutral que respetara las «aspiraciones justas» y que se mantuviera alejado de las «preferencias», y culminó afirmando que «el centro político de la provincia es su capital, pero no para que alrededor de ésta gire toda aquella, sino para que el gobierno se sienta igualmente próximo a cualquier punto de la misma». Finalizada la ceremonia, Castello se dirigió a la Casa de Gobierno provincial, donde prestó juramento a su gabinete. El primer gobierno provincial contó con cuatro ministros y pretendió ser geográficamente equilibrado. Dos de los funcionarios provenían de localidades del Alto Valle (General Roca y Cinco Saltos), uno de la zona andina (Ingeniero Jacobacci), y uno de la región atlántica (San Antonio Oeste). Castello nunca residió en la Casa de Gobierno, donde habían habitado los gobernadores territoriales y donde se instalarían sus sucesores, y continuó viviendo en su domicilio particular en Viedma. La Casa de Gobierno fue utilizada únicamente para propósitos oficiales.

### Resumen de gobierno
Al momento de asumir Castello, el distrito rionegrino carecía de gran cantidad de la infraestructura necesaria para el manejo de una provincia. Al realizar un balance de su obra de gobierno en 1961, Castello definió la organización inicial de la provincia como la principal dificultad que enfrentó la gestión en sus primeras semanas. Durante este período inicial, el gobierno exigió la devolución de las instituciones gubernamentales aún en mano de autoridades nacionales al nuevo estado provincial, solicitó el dominio pleno de las tierras fiscales, reasumió el ejercicio de la actividad minera que la intervención territorial previa había entregado la Dirección Nacional de Minas, y reclamó las atribuciones en las aguas de Río Negro para el gobierno provincial con la excepción de la irrigación que estaba concedida a Agua y Energía. De acuerdo con el censo de 1960, la provincia contaba con 192.595 habitantes y un 80% del total de la población se concentraba en tres departamentos (General Roca, Bariloche y Adolfo Alsina), los cuales constituían epicentros para las principales regiones rionegrinas y estaban muy aislados el uno del otro. El sur de la provincia evidenciaba un fuerte atraso socioeconómico con respecto al Alto Valle, algo que el gobierno de Castello, adherido a los principios desarrollistas que a nivel nacional impulsaba la presidencia de Frondizi, buscaría disminuir en su gestión apelando a una «integración rionegrina» mediante políticas sociales que eliminaran progresivamente las brechas sociales entre las localidades.
Numerosas obras destacadas de infraestructura tuvieron lugar durante la gestión de Castello, y al mismo tiempo fueron aprobadas e iniciadas muchas otras que se implementarían o terminarían después de que dejara el cargo. Entre los proyectos que se planificaron durante su gobierno, merece destacarse el de la represa El Chocón, que una década más tarde sería la central hidroeléctrica más importante del Cono Sur. También el puerto de San Antonio Este, finalmente inaugurado en 1983. El gobernador implementó el Programa de Desarrollo Económico (conocido posteriormente como «Plan Castello») para comenzar lentamente a descentralizar la provincia con respecto al Alto Valle, políticas que encontrarían un fuerte rechazo en dicha región, desde donde se formaría la principal oposición a su gobierno. El plan preveía el reemplazo gradual de la economía agropecuaria primaria de la provincia por otra de corte agroindustrial y minera, para lo cual se proyectó la extensión de riego, la colonización de zonas despobladas, el trazado de caminos, la construcción de puertos y el aprovechamiento de los potenciales minero, hidroeléctrico y turístico. Sin embargo, el principal activo turístico de la provincia, la ciudad de San Carlos de Bariloche, que se estaba convirtiendo en uno de los principales puntos turísticos del país, creció relativamente aislada del resto de la provincia, y la mayor parte de sus recursos fundamentales se encontraban en manos de Parques Nacionales, un organismo del gobierno nacional. El 60% de la inversión proyectada se restringió al Valle Inferior y a la zona atlántica, donde se realizaron la mayor parte de las obras de infraestructura.
Al momento de asumir, Castello había definido a los municipios como la «célula básica de nuestra democracia». Sin embargo, debido al persistente conflicto localista y a la falta de una identidad provincial unificadora, la cuestión municipal se tornó rápidamente difícil y se convirtió en uno de los principales puntos de conflicto para el gobernador. Las elecciones de 1958 habían dado a la UCRI el control de casi la totalidad de los municipios existentes, con la sola excepción de Choele Choel, Cipolletti, Cinco Saltos, y General Roca, que quedaron en manos de la UCRP. Sin embargo, la oposición se fortaleció en los primeros meses de gestión y estallaron numerosas disputas a poco de asumir Castello. A principios de 1959, la UCRP logró la sanción de una ley por medio de la cual se creaban ocho "municipios de segunda categoría" y cinco "municipios rurales". Castello vetó la ley, argumentando que la mayor parte de aquellas localidades no se encontraban en condiciones óptimas de tener autonomía municipal y propuso la creación de comisiones de fomento electas, pero con una figura ejecutiva designada por el gobierno provincial. Castello alegó el "desinterés cívico", la inexistencia de partidos políticos interesados en competir electoralmente, la falta de oficialización de listas de candidatos y la ausencia de inscripción de los habitantes en el padrón electoral, por lo que suspendió la convocatoria a elecciones municipales para el 5 de abril de 1959.
En agosto de 1959, el gobierno de Castello presentó nuevamente el proyecto de comisiones de fomento, que se aprobó con abstención de la bancada de la UCRP, encabezada por Julio Rajneri, que calificó el régimen municipal como un «híbrido» no democrático. Las elecciones se convocaron para el 17 de abril de 1960. Pese a que los aspectos positivos de la gestión de Castello fueron destacados, la situación nacional no era favorable y contribuyó a exacerbar el conflicto localista provincial. La ruptura del pacto entre Perón y Frondizi motivó el retorno del peronismo a la abstención, lo que minó las posibilidades de la UCRI en las elecciones legislativas de medio término de 1960, que se realizó en paralelo con las elecciones municipales en Río Negro. En términos teóricos, la UCRI logró retener el poder en la mayoría de los municipios, pero en la práctica sufrió una dura derrota al perder el control de todos los gobiernos municipales de las principales urbes de la provincia (con la excepción de Viedma) ante la UCRP, que a su vez obtuvo las dos bancas correspondientes a Río Negro en la Cámara de Diputados de la Nación.

### Elecciones de 1962
El oficialismo llegó muy desgastado a las elecciones de 1962, en las cuales Castello no podría competir por estar prohibida la reelección inmediata del gobernador. La UCRI logró reunificarse de cara a las elecciones y la desgastada Lista Verde se disolvió, posultando la candidatura del roquense Pablo Fermín Oreja, lo que contribuyó a minar la intención de voto del partido fuera en la zona atlántica, hasta entonces su principal fuente de votos. La elección coincidió la política liberalizadora que, a nivel nacional, impulsaba Frondizi de cara a la renovación gubernativa, retirando parcialmente la proscripción al peronsimo para que este pudiera participar bajo otras denominaciones. En Río Negro, la competencia fue entonces a tres bandas entre Oreja, el justicialista Arturo Amadeo Llanos y nuevamente Gadano, como candidato del radicalismo del pueblo. De Rege fue una vez más candidato de la democracia cristiana y el conservadurismo provincial también presentó candidaturas. Los comicios tuvieron lugar el domingo 18 de marzo. El oficialismo buscó centrar su discurso en defender la gestión de gobierno y la necesidad de sostener sus logros. Sin embargo, el conflicto localista, el enfrentamiento reciente entre Castello, los municipios y la legislatura, y el clima político nacional imperante lograron un triunfo holgado del justicialismo, con Llanos recibiendo el 39,28% de los votos sobre el 28,05% de Oreja, que logró obtener el segundo puesto y arrastrar a Gadano al tercero con el 22,79%. A pesar de haber sido el epicentro de la oposición al gobierno de Castello, General Roca fue precisamente el único lugar donde la UCRI derrotó al peronismo, mientras que Llanos se impuso en todos los demás departamentos de la provincia.

### Intervención federal
La victoria justicialista en Río Negro y en otras provincias (en especial la provincia de Buenos Aires, depositaria de más de un tercio de la población nacional) terminó de debilitar al gobierno de Frondizi, al tiempo que desangró por completo su relación con las Fuerzas Armadas, las cuales le exigieron la intervención de todos los distritos donde hubiera ganado el peronismo. Frondizi aceptó hacer esto último, y la mayor parte de las intervenciones se realizaron a partir del 19 de marzo. Durante su última semana en el cargo, Castello, con el apoyo de José María Guido (entonces senador y presidente provisional del Senado), se reunió con Francisco Muñoz, entonces ministro de Economía de la provincia, y le solicitó personalmente que aceptara asumir como interventor federal designado por Frondizi, bajo la idea de que solo de esa forma se podrían «rescatar los logros» de la gestión y evitar que esta colapsara de producirse un golpe de Estado militar. A pesar de la renuencia inicial, este finalmente aceptó la propuesta de Castello. El 19 de marzo de 1962, Frondizi decretó la intervención de Río Negro y esa se hizo efectiva al día siguiente, con la jura de Muñoz como interventor. 10 días más tarde, se produjo un golpe de Estado militar que puso a Frondizi bajo arresto, forzando la juramentación de Guido como presidente de la Nación Argentina. Guido declaró al Congreso «en receso» y anuló las elecciones provinciales y legislativas de 1962.

### Gabinete provincial
| Ministerios del Gobierno de Edgardo Castello | Ministerios del Gobierno de Edgardo Castello | Ministerios del Gobierno de Edgardo Castello |
| Cartera                                      | Titular                                      | Período                                      |
| -------------------------------------------- | -------------------------------------------- | -------------------------------------------- |
| Ministro de Gobierno                         | José Basail                                  | 1 de mayo de 1958-octubre de 1961            |
| Ministro de Gobierno                         | Agustín Beveraggi                            | Octubre de 1961-19 de marzo de 1962          |
| Ministro de Asuntos Sociales                 | René Casamiquela                             | 1 de mayo de 1958-octubre de 1960            |
| Ministerio de Economía                       | César Argentino Obregón                      | 1 de mayo de 1958-7 de febrero de 1959       |
| Ministerio de Economía                       | Carlos García Godoy                          | 7 de febrero de 1959-octubre de 1960         |
| Ministerio de Economía                       | Francisco Muñoz                              | Octubre de 1960-19 de marzo de 1962          |
| Secretarías del Gobierno de Edgardo Castello |                                              |                                              |
| Cartera                                      | Titular                                      | Período                                      |
| Secretaría General                           | Francisco Muñoz                              | 1 de mayo de 1958-octubre de 1960            |
| Secretaría de Educación y Cultura            | Carlos Taborda                               | 1 de mayo de 1958-19 de marzo de 1962        |
| Consejo de Salud Pública                     | Enrique Viglione                             | 1 de mayo de 1958-19 de marzo de 1962        |

## Actividad posterior la gobernación
Después del Golpe de Estado y la asunción de Guido como presidente (el primer mandatario argentino proveniente de Río Negro), Castello mantuvo un papel destacado en la política local de la provincia al ser designado como interventor del Comité Provincia de la UCRI de Río Negro. Desde allí trabajó activamente para impulsar la candidatura de Muñoz (que meses más tarde renunció como interventor) a la gobernación en las elecciones de 1963, que se realizaron con el peronismo nuevamente proscripto y con Frondizi detenido, lo que motivó una abstención muy alta expresada por medio del voto en blanco. Muñoz resultó derrotado estrechamente por el candidato de la UCRP, Carlos Christian Nielsen, proveniente de General Roca, que designaría un gabinete enteramente compuesto por figuras del Alto Valle.
Meses después de las elecciones, a mediados de julio de 1964, Castello viajó a Capital Federal para realizarse un chequeo médico luego de haber sufrido problemas de salud recientes. El 14 de julio falleció sorpresivamente al sufrir un infarto, fallecimiento que tomó por sorpresa a la dirigencia política rionegrina. Sus restos fueron trasladados a Viedma al día siguiente, donde se instalaron en la capilla ardiente, para posteriormente reposar en la Legislatura Provincial, donde se le rindió homenaje. Se concedieron numerosos discursos durante su entierro por parte de figuras políticas destacadas, así como amigos y familiares.